# 王世堅
王世堅（1960年1月1日—），中華民國政治人物，民主進步黨籍，現任臺北市第二選舉區立法委員，曾任臺北市議會議員，為黨內派系一邊一國連線成員。
曾於2005年起擔任第6屆臺北市第二選舉區（當時選區範圍為中正區、萬華區、大同區、中山區、大安區、文山區）立法委員；2008年連任失利，之後回任市議員；2024年再度代表民進黨參選同選區立委並當選。

## 早年生涯及家庭背景
王世堅出生於臺北市建成區打鐵街（今大同區赤峰街），學生時期就讀臺北市中山區中山國民小學、臺北市立新興國民中學、臺北市私立再興高級中學、國立中興大學應用數學系。1988至1992年就讀中國文化大學應用化學研究所碩士。
王世堅的外祖父張榮宗，是台灣文化協會重要成員，長年反對日本殖民統治政策。中華民國政府遷台後，他在二二八事件中，在嘉義被逮捕處決。王世堅的父親王明德就讀國立臺灣大學期間，受教於謝雪紅，參與「讀書會」，並加入中共台大法學院支部。他涉入基隆市工作委員會案，因發送中國共產黨基隆市工作委員會秘密文宣《光明報》而被捕，導致台北市及基隆市工委會遭破獲，省工委組織瓦解。因坦承案情，王明德僅被判處感化教育。同學陳英泰在《回憶，見證白色恐怖》一書中提及：「林從周很緊張的告訴我王明德出事被抓走。王明德會參加組織而被抓走，我是最沒有料到的，在我印象中他態度不穩重、有紈絝子弟的習氣，這種人怎麼會參加組織？」。

## 經商生涯
1982年，王世堅擔任日成營造董事長。他擁有日成鑫建設公司、日成營造廠公司之董事長頭銜直到2016年。
1995年，他和其他共數十位業界人士發起，創立台北之音。他亦在綠色和平電台主持節目《台灣向前行》。王世堅演奏小提琴，並曾在台北之音的「鄉情重奏團」擔任樂手。

### 《自立晚報》
2000年10月，王世堅以新台幣六千萬元自中國國民黨籍臺北縣議員陳錦錠購買《自立晚報》100%股權，並出任董事長。接手時，其政商背景遭到各界嚴厲批判。
2001年2月，王世堅將《自立晚報》員工工資減半。2001年7月，《自立晚報》工會發動抗爭，指控王世堅自上任後積欠薪資、勞工保險費和全民健康保險費，且未付清收購價金。2001年3月6日，王世堅以「經營方向有誤」為由辭去《自立晚報》社長職務，退居幕後。
2001年7月26日，王世堅以新台幣1,000萬將《自立晚報》轉讓給中醫師兼綠色和平電台董事長張福泰，由張繼任董事長。《自立晚報》財務狀況仍不見起色，甚至發生王世堅與張福泰互相指控欺騙、都不認帳的爭議。
2001年9月10日，《自立晚報》工會代表到臺北地檢署控告王世堅與張福泰涉嫌侵占《自立晚報》員工勞工保險、全民健康保險費超過新台幣八百萬元；員工們說，資方分別從2001年1月及3月開始沒有幫員工繳交勞保費和健保費，造成員工無法換發全民健康保險卡，而且資方完全缺乏解決的誠意，員工權益受到嚴重傷害；王世堅回應，當初《自立晚報》經營入不敷出，他還自掏腰包賠了新台幣一億多元，如今員工卻恩將仇報，他感到相當無奈。

## 政治生涯

### 早期、臺北市議員
王世堅在江鵬堅競選立法委員時擔任其競選總幹事。1996年民進黨於總統大選之後，出現嚴重財務危機，當時民進黨黨中央已發不出黨工的薪水，黨內積極尋求企業界奧援，王世堅初任民進黨黨務顧問，與台塑集團王文洋、義美食品高志明、貿易商方能德並稱為民進黨四大金主（或稱企業界四大護法）。1997年，擔任台灣獨立建國聯盟「628反對中國併吞大會」副召集人，亦曾擔任民主進步黨中央執行委員。
2003年11月20日，臺北市議會四位中國國民黨籍議員秦儷舫、李彥秀、陳玉梅、王正德製作的錄影帶《非常報導貳周刊》，由各自的助理主演，反制非常光碟，不對外發行；同日，王世堅說，政治人物好不好，社會自有公評，國民黨這種相互比爛的作法不好。

### 立法委員
2005年4月26日，數名包含王世堅在內的泛綠立委，帶領群眾抗議連戰進行中國大陸和平之旅時，在中正機場引起流血衝突。一行人隨後被航警局依妨礙公務移送桃園地檢署。泛藍立委將衝突歸咎於王世堅，他則指控衝突是因泛藍支持者及黑幫份子而起。2008年1月16日，王世堅被桃園地方法院依妨礙公務、違反《集會遊行法》，處以六個月有期徒刑。截至2015年，他仍因此被列管，而無法申請前往美國之簽證。
2006年5月26日，為關說佔用騎樓且不服取締的台北市和平東路三段一家海產餐廳，王世堅當場質疑臺北市政府警察局大安分局警員劉英傑收了其他餐廳業者的紅包賄賂而選擇性執法，還當眾高喊「警察收紅包」；不過，目擊民眾痛罵王世堅強勢欺人，要還給劉英傑公道。2006年6月1日，王世堅獨自前往台北市政府警察局大安分局接受偵訊，但在偵訊過程中，王世堅頻頻接電話表示自己很忙，還向警方表示「要開會」拒絕偵訊，要警方將全案移送法院後才願說明；正式製作筆錄前，王世堅說，已將民眾檢舉資料和證據交給法務部調查局，「有百分八十五的警察收紅包」，警方的傳喚通知書一天內送達他，他希望台北市長馬英九能把這種高效率用在市政建設上；但正式製作筆錄後，王世堅改口說，他不認識海產餐廳老闆，他只是單純接受民眾陳情前往處理，警方有完整蒐證影帶，屆時由法院認定他是否妨害公務即可；王世堅在大安分局停留約半小時後離去，警員痛斥王世堅作秀、藐視警察、把警察當猴子耍。2006年8月4日，台北地方法院依侮辱公務員罪判處王世堅拘役五十天、得易科罰金新台幣四萬五千元定讞；王世堅怒批，全案已經淪為政治鬥爭，判決結果對他不公平、也很莫名其妙，但他不會上訴；同日休假的劉英傑回應，他要爭的只是真相與警察的尊嚴。

2006年百萬人民倒扁運動期間，王世堅指控倒扁運動總部總顧問許博允為倒扁運動總部赴中國報告倒扁成果的「密使」，許博允與倒扁運動總指揮施明德控告王世堅誹謗罪。2008年2月15日，台北地方法院判決，王世堅未提證據證明言論真實性，構成誹謗罪，判處拘役五十天但減為二十五天，可易科罰金，全案還可以上訴；不過，本案民事部分，因法院認為王世堅是對許博允前往中國一事表達個人主觀意見，應受言論自由保護，已於2008年1月底判決王世堅勝訴。

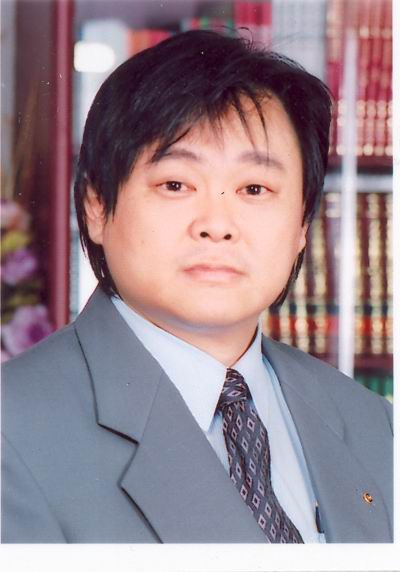
立法院官方肖像

2007年8月14日，為了抗議馬英九特別費案官司一審宣判無罪，王世堅和支持者帶著時鐘在臺北地方法院大門前砸爛，宣稱是要為司法送鐘（送終）。

### 重返市議會
太陽花學運期間，王世堅公開表達對該行動的支持。2014年4月1日，他與同黨市議員徐佳青帶領民主進步黨立法院黨團成員聲援占領立法院的學生。與張安樂率領之群眾對峙時，王世堅著名地對他們大喊：「要進去立法院，Over my dead body！（越過我的屍體）」。
2014年7月15日，王世堅說無黨籍臺北市市長參選人柯文哲第一次選舉就碰上國民黨參選人連勝文，不必在乎細微末節的事，柯文哲輔選「即便對民進黨議員不公，我們也應當接受」；他說，他不迷信「母雞帶小雞」的做法，況且監督市長是議員天職，「七分支持也要有三分監督」。
2018年8月23日，柯文哲提出「柯P認同卡」，必須要認同柯文哲才可以幫忙站台、拉抬聲勢，但多數參選人並不買單。王世堅提出反制，認為議會是監督單位，議員更不是市長的啦啦隊。「柯P認同卡」根本是柯P「輸誠卡」，故自製「柯黑小卡」，諷刺柯文哲說謊。柯文哲在接受採訪時則酸建議可發行汽車旅館會員卡，柯文哲支持者便製作「一卡在手、房間我有」會員卡。針對柯文哲失言不就「柯P認同卡」與「柯黑小卡」之公共事務討論，反而製造話題討論私事，王世堅感到不滿並批評柯文哲是失格市長，表示「柯黑卡談的是市政問題，柯文哲卻在講這些五四三，台北有這樣的市長實在很悲哀」。
2018年9月7日，指臺北市市長柯文哲親近中共，批評柯的市政「荒腔走板」，最終他引用林肯演講勸諫柯文哲，並祝福柯市長「珍重，但是不見」，希望下一任到市議會，柯已經不是質詢對象，柯文哲則回應「你會失望的」，再表示「我會備妥應該要帶的藥」，再次祝福柯文哲早點到偏鄉醫療、臺東行醫。
2018年12月8日，王世堅表示姚文智辭職的立委補選，民進黨要自提人選，明確表態拒絕綠白合作。王世堅於政論節目表示，姚文智堅持參選臺北市市長是犧牲了自己向綠營支持者交代，但部分民進黨人士竟無視姚文智這份犧牲，縣市長選舉剛落幕就幻想著要與柯文哲合作，背棄民進黨追求的理想、理念。
2020年2月5日，因2019冠狀病毒病247名滯留大陸武漢市國人搭乘包機抵台，其中1人被確診感染2019冠狀病毒病。徐正文證實，第一批返台者實際數字為247人，比救援會名單多出3人，其中一名疑似就是確診病例；徐正文坦承「第一批老弱比例不是占最多數」。消息一出，徐正文立刻遭到輿論撻伐。後王世堅於政論節目《平論無雙》，因徐正文挑釁嗆王世堅「等這些人救回來，我可以單獨跟你論戰！不用在這邊這麼多的口水」觸怒王世堅，讓王大聲怒斥「你在那邊哭哭啼啼，以人道之名譴責我們政府、台灣社會，就是不對！」，後雙方互嗆，節目隨即進入廣告。
2022年11月19日被主持人朱凱翔問是否延攬王世堅加入民眾黨，柯文哲笑說：「可以啊！」王世堅今受訪表示，柯文哲3年前成立民眾黨，當時他就說騙子的終極目標就是成立詐騙集團，柯文哲的好意，「我敬謝不敏、我不可能去當車手的」。
2023年3月20日，王世堅登記參與黨內臺北市第二選舉區立法委員初選，與現任的何志偉競爭提名。4月20日，以41.97%之民調結果勝出。

### 重返立法院
2024年，再度代表民進黨參選臺北市第二選舉區立委並當選。

## 軼事
王世堅质询时喜爱送礼物。在柯文哲执政时，送出32件礼物，包括龍袍、魔鏡、折疊腳踏車、魔戒、《孙子兵法》、《大青蛙爱吹牛》、柯文哲自己写的书、《角落生物的生活》、稻草人、五星旗与傀儡、中国木马、倒数第一锦旗、癢癢撓等等。
在蔣萬安执政时，王世堅继续送禮，包括蔣中正肖像、螺絲起子等等。

## 公眾形象

### 公開賭注及兌現承諾
2008年1月8日立法委員選舉投票前夕，身為候選人的王世堅以跳海打賭，國民黨提名之八位臺北市立法委員候選人將不會全數當選，並以「八仙过海」描述此選情。1月14日，開票結果和其預期相反，他也沒能連任臺北市第二選舉區立法委員。隨後被詢問「跳海」之言論時，他表示將擇日履行諾言，同時批評馬英九沒有兌現社子島之開發，並呼籲他履行「切腹」之承諾。隔日，馬英九透過競選辦公室發言人羅智強指控說謊，駁斥做過此承諾，並解釋他已盡其任內的職責。他也遭到壹傳媒主席黎智英在TVBS節目《TVBS看板人物》專訪中批評及揶揄。2008年1月28日，王世堅在教練陪同下於三芝鄉淺水灣騎水上摩托車出海。在離岸數十公尺處，他站立時因風浪而重心不穩並跌入海水。
王世堅2012年總統選舉前表示，若民進黨候選人蔡英文落選，他將進行高空彈跳。蔡英文最後敗給尋求連任的馬英九。選舉後，他積極尋找地點，2月時曾宣布北橫公路大漢橋為地點，但公路總局不同意。於在台灣找不到適合場所，王世堅於2012年3月6日在日本千葉縣「母親農場」十層樓高之高台兌現承諾。
2016年11月15日王世堅就菜價飆漲與蔬果市場內二次交易造成市民與菜農、果農損失等事，質詢北農總經理韓國瑜，並與其於臺北市議會爆發激烈辯論，韓國瑜提及與時任立法委員段宜康吞下曲棍球的賭約，要求王世堅一同打賭吞曲棍球，王世堅拒絕並嗆聲說要賭就賭大的。
世新大學2019年2月20日公布之2020年總統選舉民調顯示，不論各種組合，總統蔡英文民調皆輸給高雄市長韓國瑜、台北市長柯文哲。王世堅當天在三立電視政論節目《94要客訴》上揚言，若蔡連任，他將跳海慶祝。2020年1月11日，開票結果是蔡英文大勝。2020年3月13日上午，王世堅私下前往蘭嶼實現諾言，並於15日晚間於臉書公布影片。
2024年8月24日王世堅表示若柯文哲沒被羈押，他將進行高空彈跳。同年9月5日，臺灣臺北地方法院裁定柯文哲羈押禁見。

## 個人生活
王世堅2003年被財政部臺北市國稅局發現，所得稅申報未納入國泰世華銀行定期存款利息與子女名下存款利息收入，追稅加罰鍰總計新台幣十四萬餘元。他提起行政訴訟，主張定存單由銀行扣留，已經到期而未獲換單通知，因此認為定存單已失效而沒有利息收入。2006年10月12日，臺北高等行政法院判決他須補稅並繳納罰鍰；王世堅表達不服。

### 婚姻
王世堅與林秀芬交往一年後即訂婚。兩人1989年結婚，育有一子一女。
2006年8月30日，王世堅被《壹週刊》揭露，27日錄完節目後，何姓女助理小文碰面。兩人前往一間五股鄉汽車旅館並停留三小時。同日下午，王世堅召開記者會，表示前往汽車旅館是受到張瑋津的請託，並公佈當天的對話錄音。2007年10月21日，張瑋津向《蘋果日報》坦承，該錄音是她配合造假的。王世堅批評此舉為「選舉到了關鍵時刻的抹黑、政治操作」。10月25日，他偕同妻子召開記者會，承認緋聞，同時指控張受人利用，以及年代新聞台主播汪用和及國民黨候選人周守訓炒作此事件。
2014年9月3日，他再度被《壹週刊》報導，8月20日晚間離開臺北市議會後接小文至蘆洲區一間汽車旅館。在旅館待了三小時後，方送她回大同區蓬萊里里長父親辦公室。當日上午，王世堅在議會道歉：「我做錯了，我向社會大眾道歉，更向我太太、我的家人道歉。我一定深自反省。……我會盡全力完成這個任期社會交付我的任務，而且這段期間內我不再主動從事任何競選活動，我靜候大家決定我的去留。謝謝。」
王世堅曾任二二八和平促進會執行長。

## 涉法事件
2005年9月21日，捲入緋聞案的台北市政府民政局局長何鴻榮請辭獲准，隨即到台北地檢署控告王世堅《中華民國刑法》公然侮辱罪及加重誹謗罪；王世堅則控告何鴻榮誣告罪，並與何妻爆發口角。王世堅大罵，何鴻榮沒人性，「我只是質疑他帶女秘書出國是否妥當，沒有人身攻擊，連他自己都沒否認；為何不在家好好反省，卻拖小孩、妻子下水，這才是不道德、沒人性」；何妻回罵，王世堅的行為已傷害兩個家庭，「你罵人厚顏無恥，人在做、天在看」。
2006年5月20日，謝長廷內閣時代的行政院新聞局局長姚文智批評，蘇貞昌內閣上台後，行政院訴願審議委員會撤銷他在局長任內對TVBS裁處新台幣一百萬元罰鍰，是蘇貞昌內閣討好媒體的行為，「蘇貞昌輸掉的不只大家的支持，而是輸掉了貞操。」2006年5月21日，王世堅回批，姚文智用蘇貞昌的名字批評蘇貞昌「輸貞操」，是「失格、沒品兼缺德」，「這不是任何有受到教育、有教養的人會說出來的話」；至於前謝長廷辦公室主任林耀文批評蘇貞昌內閣是「一人得道、雞犬升天」，王世堅回批，「當初的姚文智跟林耀文才是雞犬升天吧」，現在的姚文智與林耀文都是「少年得志、狂妄自大」。姚文智委託律師控告王世堅加重誹謗罪。2006年11月27日，台北地方法院判決，王世堅此等發言與立法委員的議事職權無關，超過言論免責權範圍，且屬於惡意謾罵貶損姚文智的人格與社會地位，觸犯公然侮辱罪，故判罰金新台幣九千元。2007年5月25日，台北地方法院判決王世堅應賠償姚文智精神慰撫金新台幣十萬元，法官認為，本案刑事判決確定時，事實即為社會所知悉，輿論自有公評，沒有再登報道歉的必要；同日，王世堅回應「判決不公，但會默默承受」，姚文智回應「這種賠償金額等於是鼓勵有錢人可以隨便罵人」。
2006年8月21日，王世堅召開記者會，指控施明德接受前東帝士關係企業總裁陳由豪餽贈臺北縣汐止市一棟價值新台幣3400萬元的豪宅，並指施明德是「陳由豪的打手」、「馬英九的馬前卒」；施明德認為名譽遭毀損，提出民事訴訟求償新台幣2300萬元。2008年1月，台北地方法院判決，王世堅應賠償施明德新台幣150萬元，並在10家平面媒體刊登道歉啟事；王世堅提出上訴。台灣高等法院判決，王世堅應賠償施明德新台幣100萬元，並在3家平面媒體刊登道歉啟事；王世堅提出上訴。2009年6月26日，中華民國最高法院判決駁回王世堅上訴，王世堅須賠償施明德精神慰撫金新台幣100萬元，並須在《中國時報》、《聯合報》與《自由時報》頭版各刊登道歉啟事一天，全案定讞。
2016年1月8日，王世堅接受民視新聞採訪時指控臺北市政府市政顧問洪智坤收受遠雄企業團不當高額價金，洪智坤宣布將控告王世堅加重誹謗罪，王世堅回應「要告就來告」。洪智坤說，他在民進黨中執委任內與王世堅結怨，才會慘遭王世堅抹黑。2016年8月24日，臺北地方法院判決，王世堅僅辯稱消息來源是不能透露姓名的某位法界人士及臺北市政府官員，始終未能提出證據證明洪智坤收了遠雄的錢，故依加重誹謗罪判處拘役50天、得易科罰金新臺幣5萬元。2016年12月20日，臺灣高等法院確定判決，王世堅拘役50天、得易科罰金新臺幣5萬元；法官認為，王世堅若握有洪智坤不法證據，應提供檢調追查弊案，不該空言泛稱「聽聞自某不可表露姓名之法界人士、市府官員而來」，否則徒增輿論流言蜚語、損害洪智坤名譽。

## 事件

### 對槓李敖
2005年9月30日，針對李敖神州文化之旅，王世堅在立法院大罵李敖：「李敖死了，真的李敖死了。李敖在大陆的三場演講，第一場風骨尚存，第二場狗尾續貂，第三場欲振乏力。殺人魔王的毛澤東可以被歌頌，血腥鎮壓的天安門事件可以被漠視。」2005年10月4日，李敖在立法院說，王世堅已經於2005年10月3日向他道歉，但他不滿王世堅「在議場罵人，卻在男廁道歉」，如果他當選台北市長，他要聘王世堅當殯儀館館長，因為王世堅會宣布還活著的人死了；王世堅則跑到李敖辦公室聲稱，他根本不是來向李敖道歉，而是為了李敖在call-in節目涉嫌誹謗他買票一事要求李敖道歉；李敖駁斥，他沒說王世堅買票，只說王世堅的「手下」買票；李敖離開辦公室前，摸了王世堅屁股一把，得意地說：「我又消滅了一個小笨蛋。」。

### 批評施明德
2006年8月17日，針對百萬人民倒扁運動，王世堅批評施明德：「我真的恨不得施前主席乾脆在25年前被蔣經國槍斃算了！他乾脆就當台灣的英雄，讓世世代代台灣人紀念他。」王世堅甚至說，如果施明德要自焚，他會仿效《台灣霹靂火》劉文聰帶一桶汽油和一支打火機陪施明德自焚：「我們陪他嘛！你要靜坐，我們就陪你靜坐；你要絕食，我們就陪你絕食。你要自焚沒關係啊，每個人汽油一桶、打火機一個。」

### 抹紅張瑋珊
2015年9月，王世堅不滿出身深綠家庭的中華琉球研究學會秘書長張瑋珊認同自己是中國人，在接受三立新聞台採訪時怒批張瑋珊「為敵國助威」、應該被斬立決。2016年6月11日，針對洪素珠事件，張瑋珊在微博說，在台灣大多數的「天然獨」眼裡，任何與「中國」有關的人事物都應該「滾回中國」，這些煽動仇恨及對立的人就是取得政權的王世堅等台獨政客，「他們的『和解』，是要逼迫所有人認同他們的想法」。

### 吃香蕉皮蘸醬油事件
2018年6月，當時香蕉盛產，但價格十分低落，為了提倡全民吃香蕉救蕉農，時任行政院院長賴清德提出「香蕉連皮一起水煮，熟了以後沾醬油」的吃法，此舉被各家媒體討論。6月12日播出的政論節目《新聞深喉嚨》中，王世堅說：「香蕉問題解決了啊，我們的功德院長賴清德推薦養生吃法，可以連皮一起吃的這個方式（指生香蕉帶皮水煮配醬油、大蒜），已經徹底解決了嘛」，並直呼：「果肉果皮一起吃，你認為香蕉還有問題？」結果被來賓打臉說：「賴院長沒說要吃皮，你幫賴院長講錯了啦。」接著主持人發給各來賓一人半根水煮過的香蕉，請大家嘗嘗，結果王世堅為了圓自己剛說的話，便把香蕉皮也一起吃下肚，還說吃起來像剝皮辣椒，此舉使現場的來賓與電視機前的觀眾感到驚訝。

## 選舉紀錄
| 年度 | 選舉屆數               | 選舉區           | 所屬政黨   | 得票數  | 得票率 | 當選標記 | 備註         |
| ---- | ---------------------- | ---------------- | ---------- | ------- | ------ | -------- | ------------ |
| 1998 | 第八屆臺北市議員選舉   | 臺北市第四選舉區 | 民主進步黨 | 21,917  | 11.16% |          | [ 95 ]       |
| 2002 | 第九屆臺北市議員選舉   | 臺北市第四選舉區 | 民主進步黨 | 16,636  | 9.41%  | [ 96 ]   |              |
| 2004 | 第六屆立法委員選舉     | 臺北市第二選舉區 | 民主進步黨 | 65,027  | 11.05% |          |              |
| 2008 | 第七屆立法委員選舉     | 臺北市第二選舉區 | 民主進步黨 | 71,119  | 45.79% |          | 本屆選制更改 |
| 2010 | 第十一屆臺北市議員選舉 | 臺北市第四選舉區 | 民主進步黨 | 24,546  | 13.06% |          |              |
| 2014 | 第十二屆臺北市議員選舉 | 臺北市第四選舉區 | 民主進步黨 | 25,102  | 12.70% |          |              |
| 2018 | 第十三屆臺北市議員選舉 | 臺北市第四選舉區 | 民主進步黨 | 18,945  | 10.24% |          |              |
| 2022 | 第十四屆臺北市議員選舉 | 臺北市第四選舉區 | 民主進步黨 | 29,796  | 16.60% | 第一高票 |              |
| 2024 | 第十一屆立法委員選舉   | 臺北市第二選舉區 | 民主進步黨 | 111,605 | 60.53% |          |              |

## 著作
| 出版日期 | 書名                                   | 出版社     | ISBN            |
| -------- | -------------------------------------- | ---------- | --------------- |
| 1997年   | 《臺北向前行：推動十倍速改革的臺北市》 | 新自然主義 | ISBN 9576962501 |

## 外部連結
- 王世堅的Facebook專頁
- 王世堅的Instagram帳戶
- 王世堅的Threads帳號 （页面存档备份，存于）
- YouTube上的王世堅頻道